# Euphorbia terracina
Euphórbia terracína (лат.) — вид двудольных цветковых растений, относящийся к роду Молочай семейства Молочайные (Euphorbiaceae).
Многолетнее или двулетнее растение с толстоватыми мелкозубчатыми листьями и метёлками жёлтых циатиев.

## Ботаническое описание
Многолетнее или двулетнее растение с прямостоячими стеблями до 80—100 см высотой, простыми или разветвлёнными от основания, с голой поверхностью.
Листья сидячие, очерёдные, голые, линейные до обратнояйцевидных, 0,4—5 см длиной и 0,2—1 см шириной, с мелкопильчатым краем, в основании притупленные или усечённые, на верхушке острые до тупых или усечённых, иногда с остриём. Хорошо выражена только средняя жилка.
Циатии собраны в верхушечную зонтиковидную метёлку. Прицветные листья в основании лучей метёлки сходные с остальными листьями, ланцетные до яйцевидных, супротивные. Прицветники в основании цветоносов циатиев яйцевидные до почти почковидных, с клиновидным до сердцевидного основанием, с мелкопильчатым краем, с острой или закруглённой верхушкой, иногда с остриём. Цветоносы циатиев до 3 мм длиной. Обёртка чашевидная, до 2 мм длиной, голая или опушённая. Нектарники в числе четырёх, эллиптические до трапециевидных, с двумя рожками 1—2 мм длиной. Завязь голая, столбик пестичных цветков двураздельный, 1—1,8 мм длиной.
Плоды — регмы 2,5—3 мм длиной, сплюснуто-шаровидные, глубоко трёхлопастные. Семена яйцевидные, 1,6—2,4 × 1,3—1,8 мм.

## Распространение
Естественный ареал — Средиземноморье (Южная Европа, Северная Африка, Малая Азия). Завезён в Западную Австралию, Калифорнию и Мексику, где натурализовался, местами становится инвазивным видом, вытесняя местную флору. Признан опасным сорняком в Калифорнии и Западной Австралии.

## Таксономия
Euphorbia terracina L., Sp. pl., ed. 2. 1: 654 (1762).

### Синонимы
- Esula provincialis (Willd.) Haw., 1812
- Esula terracina (L.) Fourr., 1869
- Esula valentina (Ortega) Haw., 1812
- Euphorbia abortiva Porta, 1892
- Euphorbia affinis DC., 1815
- Euphorbia alexandrina Delile, 1813
- Euphorbia carullae Sennen, 1922
- Euphorbia cyprianii Maire & Sennen, 1936
- Euphorbia diversifolia Poir., 1812
- Euphorbia ehrenbergii Sweet, 1830
- Euphorbia halacsyi Formánek, 1895
- Euphorbia heterophylla Desf., 1798
- Euphorbia italica Lam., 1788
- Euphorbia leiosperma Sibth. & Sm., 1825
- Euphorbia linaria Link, 1828
- Euphorbia mendax Maire & Wilczek, 1936
- Euphorbia modesta Boiss., 1860
- Euphorbia neapolitana Ten., 1811
- Euphorbia obliquata Forssk., 1775
- Euphorbia obtusifolia Lam., 1788
- Euphorbia panacea Webb & Berthel., 1847
- Euphorbia provincialis Willd., 1799
- Euphorbia purpurascens Salzm. ex Ball, 1878, nom. illeg.
- Euphorbia ramosissima Loisel., 1827
- Euphorbia rhombea Willd. ex Link, 1828
- Euphorbia seticornis Poir., 1789
- Euphorbia tenuicuspis Guss. ex Rchb., 1832
- Euphorbia trapezoidalis Viv., 1824
- Euphorbia valentina Ortega, 1800
- Euphorbia verna Salzm. ex Ball, 1878, nom. illeg.
- Keraselma diversifolium (Poir.) Raf., 1838
- Keraselma provinciale (Willd.) Raf., 1838
- Lophobios terracina (L.) Raf., 1838
- Tithymalus panaceus (Webb & Berthel.) Klotzsch & Garcke, 1860
- Tithymalus terracinus (L.) Klotzsch & Garcke, 1860
- Tithymalus trapezoidalis (Viv.) Klotzsch & Garcke, 1860